# Valérius Leteurtre
Valérius Leteurtre, né le 16 juillet 1837 à Doudeville et mort le 21 septembre 1905 à Rouen, est un homme politique français.

## Biographie
Après des études au lycée de Rouen, il travaille dans une fabrique de rouenneries de la région de Doudeville. Il est conseiller municipal de Rouen en 1882, adjoint au maire en 1886 et maire de 1890 à 1893. Il est élu député de Seine-inférieure dans la 3e circonscription de Rouen de 1893 à 1898.
Il est nommé chevalier de la Légion d'honneur en 1892.
Il est domicilié au no 52 rue du Renard à Rouen.
Ses obsèques sont célébrées dans l'église Saint-Gervais et il est inhumé au cimetière monumental de Rouen.

## Distinctions
- Chevalier de la Légion d'honneur (décret du 17 juin 1892). Il est fait chevalier par Louis Ricard, ministre de la justice, le 18 juin 1892[3].